# Kjerringholmen
Ne doit pas être confondu avec Kjerringholmen (Fjell).
Kjerringholmen est une île norvégienne du comté de Hordaland appartenant administrativement à Bømlo.

## Description
Rocheuse et pratiquement désertique à l'exception de quelques bosquets, elle s'étend sur environ 212 m de longueur pour une largeur approximative de 135 m.